# バディ・ランデル
"ネイチャー・ボーイ" バディ・ランデル（"Nature Boy" Buddy Landel、本名：William Fritz Ensor、1961年8月17日 - 2015年6月22日）は、アメリカ合衆国のプロレスラー。テネシー州ノックスビル出身。
キャラクターからコスチュームに至るまで、"ネイチャー・ボーイ" リック・フレアーのスタイルをそっくりコピーしたヒールとして、アメリカ南部を中心に各団体で活動した。

## 来歴
ボリス・マレンコのトレーニングを受け、ランディ・サベージの父アンジェロ・ポッフォが運営していたケンタッキー州レキシントンのインディー団体ICW（インターナショナル・チャンピオンシップ・レスリング）にて1979年11月にデビュー。同団体にはマレンコの盟友ボブ・ループが参画しており、デビュー戦ではループのパートナーだったボブ・オートン・ジュニアの胸を借りた。
以降、若手のベビーフェイスとして各地の前座試合でキャリアを積んだ後、リック・フレアーのスタイルを真似た金髪のエゴイスト系ヒールに変身。1983年3月5日にはプエルトリコのWWCにてペドロ・モラレスから北米ヘビー級王座を奪取、同年下期にはテネシー州メンフィスのCWAにてダッチ・マンテルやココ・ウェアとミッドアメリカ・ヘビー級王座を争った。翌1984年はビル・ワット主宰のMSWAに参戦、ジャンクヤード・ドッグやラニー・ポッフォと抗争し、女子プロレスラーのウェンディ・リヒターと組んでのミックスド・タッグマッチにも出場した。
1985年3月より、「にせフレアー」のギミックでジム・クロケット・ジュニアの運営するNWAミッドアトランティック地区に登場。J・J・ディロンをマネージャーに迎え、自分こそが真の "ネイチャー・ボーイ" であると主張して本家のリック・フレアーと抗争を展開、6月から9月にかけて、フレアーのNWA世界ヘビー級王座に再三挑戦した。11月28日にはテリー・テイラーからNWAナショナル・ヘビー級王座を奪取、12月19日にダスティ・ローデスに敗れ短命政権に終わったものの、フレアー、ローデス、マグナムTA、ニキタ・コロフらとの対戦を通しメジャーテリトリーでの実績を築いた。
1986年はミッドアトランティックと古巣のCWAを股にかけて活動、CWAではヒールターンしたビル・ダンディーと組んで旧敵マンテル&ジェリー・ローラーと抗争した。その後はアラバマのコンチネンタル・チャンピオンシップ・レスリングを経て、1988年1月には全日本プロレスに初来日。ジャンボ鶴田、輪島大士、ジョン・テンタとのシングルマッチが組まれ、ジャイアント馬場ともタッグマッチで対戦したが、負傷のため途中帰国している。同年はプエルトリコのWWCに再登場し、8月20日にTNTを破りカリビアン・ヘビー級王座を獲得した。
その後は初期のWCWなどを経て、1990年代中盤まではCWAの後継団体USWAや、ジム・コルネットが主宰していたノックスビルのSMW（スモーキー・マウンテン・レスリング）を主戦場に活躍。1993年11月22日にはジェフ・ジャレットからUSWAヘビー級王座を奪取、SMWでは1994年12月5日にブライアン・リーを破りTV王座を獲得した。
当時、SMWとUSWAはWWFと提携しており、1995年8月4日にはSMWで開催された "Superbowl of Wrestling" 
のメインイベントでショーン・マイケルズのWWFインターコンチネンタル王座に挑戦。同年末にはWWF本隊にも出場し、12月17日に開催のPPVシリーズ『イン・ユア・ハウス』の第5回大会 "Seasons Beatings" では、ディーン・ダグラスをセコンドにアーメッド・ジョンソンと対戦するも秒殺された。なお、同大会でのランデルの入場テーマ曲は、1990年代初頭にフレアーがWWFに在籍していた際に使用された、WWFのアレンジ・バージョンによる "Also sprach Zarathustra" が用いられた。翌18日には、当時ブレット・ハートが保持していたWWF世界ヘビー級王座に挑戦。その後も『マンデー・ナイト・ロウ』のアンダーカードやTVテーピングにて、ボブ・ホーリーや無名時代のマット・ハーディーから勝利を収めたが、WWFにレギュラー参戦することはなかった。
1990年代後半はIWAミッドサウスなどのインディー団体で活動し、1997年11月7日にIWAミッドサウス・ヘビー級王座を獲得。1999年2月にはアンダーカードのジョバーとして再びWWFに登場し、2月15日と16日に収録された "WWF Shotgun" の枠内においてザ・ゴッドファーザーとトリプルHのジョバーを務めた。2001年1月には当時WWFの下部団体だったOVWにも出場。同年8月11日、アラバマ州バーミングハムでのトミー・リッチ戦を最後に現役を引退した。
リタイア後の近年も地元のテネシーやアラバマのインディー団体に時折出場しており、2010年11月19日にはNWAレッスル・バーミングハム主催のノスタルジア・ショーに登場。グレッグ・バレンタイン&キャメロン・バレンタインと組み、ジェイク・ロバーツ、ブルータス・ビーフケーキ、ブリックハウス・ブラウンのトリオと6人タッグマッチで対戦した。
2015年6月21日に自動車事故に遭い、搬送先の病院から一度は自宅に戻るも、翌22日に死去。53歳没。

## 得意技
- フィギュア・フォー・レッグロック
- バックハンド・チョップ
- コークスクリュー・エルボー・ドロップ

リック・フレアーのイミテーションをギミックとしていたランデルは、ファイトスタイルもフレアーのムーブをそのまま取り入れ、フレアー自身がコピーした "元祖ネイチャー・ボーイ" バディ・ロジャースのステップも踏襲していた。

## 獲得タイトル
ジム・クロケット・プロモーションズ
- NWAナショナル・ヘビー級王座：1回[8]

コンチネンタル・レスリング・アソシエーション
- NWAミッドアメリカ・ヘビー級王座：4回[5]
- AWA南部ヘビー級王座：2回[24]

ミッドサウス・レスリング・アソシエーション
- ミッドサウスTV王座：1回[25]

ワールド・レスリング・カウンシル
- WWC北米ヘビー級王座：1回[4]
- WWC北米タッグ王座：1回（w / テリー・ギッブス）[26]
- WWCカリビアン・ヘビー級王座：1回[12]
- WWCカリビアン・タッグ王座：1回（w / テリー・ギッブス）[27]

ユナイテッド・ステーツ・レスリング・アソシエーション
- USWAヘビー級王座：1回[13]

スモーキー・マウンテン・レスリング
- SMWヘビー級王座：1回[28]
- SMWビート・ザ・チャンプTV王座：1回[14]

IWAミッドサウス
- IWAミッドサウス・ヘビー級王座：1回[3]

NWAニュージャージー
- NWA USタッグ王座（復活版）：1回（w / ダグ・ギルバート）[29]